# Ornithogalum dolichopharynx
Ornithogalum dolichopharynx är en sparrisväxtart som beskrevs av U.Müll.-doblies och D.Müll.-doblies. Ornithogalum dolichopharynx ingår i släktet stjärnlökar, och familjen sparrisväxter. Inga underarter finns listade i Catalogue of Life.